# Sin noticias de Holanda
Sin noticias de Holanda (català, Sense notícies d'Holanda) és un àlbum musical del cantant pop Melendi publicat l'any 2003. Conté onze temes en els quals es barreja la rumba, el pop i el rock amb un toc flamenc. S'hi poden trobar els singles Mi rumbita pa tus pies i Sé lo que hicisteis. El disc va vendre fins a 400.000 exemplars.

## Cançons
1. Mi rumbita pa tus pies
2. Desde mi ventana
3. Sé lo que hicisteis
4. Sin noticias de Holanda
5. Un recuerdo que olvidar
6. Con la luna llena
7. Hablando en plata
8. El informe del forense
9. Vuelvo a traficar
10. Una historia de tantas
11. Contando primaveras
12. Asturias (tema extra en la reedició)
13. Moratalá (tema extra en la reedició)
14. Mi rumbita pa tus pies (remix) (tema extra en la reedició)
15. Con la luna llena (edición vuelta a España 2004) (tema extra en la reedició)
16. Trae pa' k esa yerba güena (tema extra en la reedició)